# Esmerling Vásquez
Esmerling Vásquez, né le 7 novembre 1983 à Tenares (Salcedo) en République dominicaine, est un lanceur de relève droitier au baseball qui évolue dans les Ligues majeures avec les Twins du Minnesota. Il s'est aligné trois saisons avec les Diamondbacks de l'Arizona.

## Carrière

### Diamondbacks de l'Arizona
Signé comme agent libre par les Diamondbacks de l'Arizona en 2003, Esmerling Vásquez joue au baseball mineur dans cette organisation, remportant notamment 10 victoires comme lanceur partant avec une moyenne de points mérités de seulement 2,99 pour les BayBears de Mobile, un club-école de niveau AA, en 2007.

#### Saison 2009
Vásquez fait ses débuts dans les majeures pour les Diamondbacks le 26 avril 2009. L'équipe l'emploie uniquement comme lanceur de relève. Utilisé dans 53 parties au cours de cette saison recrue, il maintient une moyenne de points mérités de 4,42 en 53 manches lancées. Il remporte trois victoires, contre trois défaites et enregistre 45 retraits sur des prises.

#### Saison 2010
Il lance 53 manches et deux tiers en 57 sorties en 2010 et présente une moyenne de points mérités de 5,20 avec 55 retraits sur des prises. Il ne remporte qu'une seule décision sur sept avec les Diamondbacks, une équipe de dernière place. Il est au cours de cette saison le troisième lanceur le plus utilisé par l'équipe, après Aaron Heilman et Juan Gutiérrez.

#### Saison 2011
En 2011, il lance d'avril à juin pour Arizona. Il est crédité d'une victoire contre une défaite et sa moyenne de points mérités s'élève à 4,15 en 31 sorties et 30 manches et un tiers lancées.

### Twins du Minnesota
Cédé au ballottage par Arizona en fin de saison 2011, Vasquez est réclamé par les Twins du Minnesota le 27 septembre.

## Statistiques
En saison régulière
| Statistiques de lanceur |            |    |    |    |     |   |   |    |      |    |      |
| Saison                  | Équipe     | G  | GS | CG | SHO | V | D | SV | IP   | SO | ERA  |
| 2009                    | Washington | 53 | 0  | 0  | 0   | 3 | 3 | 0  | 53.0 | 45 | 4,42 |
| Totaux                  |            | 53 | 0  | 0  | 0   | 3 | 3 | 0  | 53.0 | 45 | 4,42 |

Note: G = Matches joués ; GS = Matches comme lanceur partant ; CG = Matches complets ; SHO = Blanchissages ; 
V = Victoires ; D = Défaites ; SV = Sauvetages ; IP = Manches lancées ; SO = retraits sur des prises ; ERA = Moyenne de points mérités.